# Kira Yoshinaka

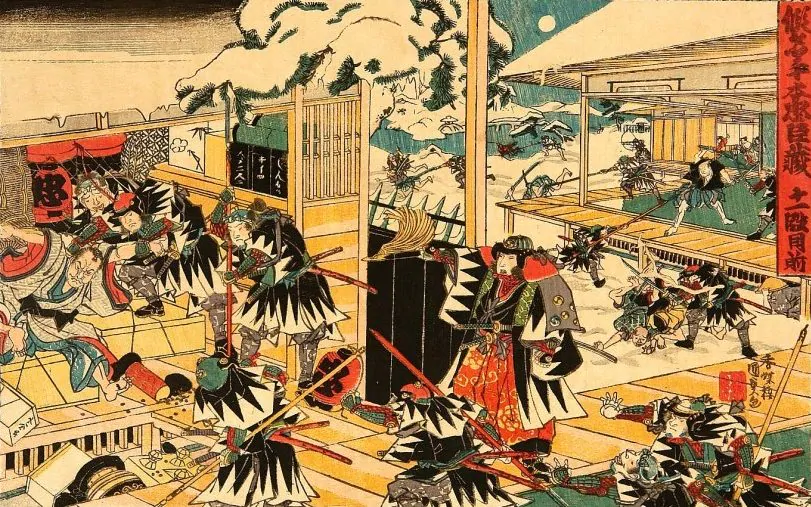
Überfall auf die Kira-Residenz

Kira Yoshinaka (japanisch 吉良 義央, volkstümlich auch Kira Kōsuke-no-suke (吉良 上野介); geboren 5. Oktober 1641 in Edo; gestorben 31. Januar 1703 in Edo) war ein japanischer Hofbeamter.

## Leben und Wirken
Kira Yoshinaka wurde in Edo geboren. Er gehörte zu einer Gruppe von Familien, die für das Protokoll des Shogunats zuständig waren. Kira war zudem mit dem Emporkömmling Yanagisawa Yoshiyasu (1658–1714) befreundet.
Anfang 1701 wurde Daimyō Asano Naganori (浅野 長矩; 1667–1701), der einen zeitweiligen Dienst in der Shogun-Residenz angetreten hatte, mit dem Überbringen von Geschenken an Kaiser Higashiyama beauftragt. Er fiel dabei auf, weil er sich nicht korrekt an das Zeremoniell gehalten hatte. Im April 1701 griff Asano Kira aus Wut, dass dieser ihn bewusst nicht richtig über Einzelheiten des Protokolls informiert hatte, in der Shogun-Residenz an. Das geschah auf dem Umgang „Matsu no roka“ (松の蘆花) in der weitläufigen Residenz.
Waffengebrauch in der Shogun-Residenz war ein schwerer Verstoß gegen die dort geltenden Regeln. Asano musste daraufhin Seppuku begehen. Kira kam ohne Rüge für sein hinterlistiges Verhalten davon, musste aber später alle Ämter aufgeben.
Asanos Untertanen schworen Rache, überfielen Kira im Januar 1703 in seiner Residenz und töteten ihn.